# 팔레르모 (부에노스아이레스)
팔레르모(스페인어: Palermo)는 아르헨티나 부에노스아이레스의 북동쪽에 있는 바리오이다. 면적은 17.4 km2로 부에노스아이레스 바리오중 가장 규모가 크다. 코무나스 14 구역 내의 유일한 바리오이다.

## 위치
북쪽으로 벨그라노, 남쪽으로는 알마그로와 레콜레타와 접경을 하고, 서쪽으로는 비야 크레스포와 콜레히알레스, 동쪽으로는 라플라타강이 흐른다.

## 역사
이 지구의 이름은 아직도 존재하고 있는 프란체스코 수도회의 "팔레르모의 성 베네데토"(San Benedetto di Palermo)에서 유래가 되었으며, 무어의 성 베네데토(San Benedetto il Moro)라고 하기도 한다. 무어의 성 베네데토는 1526년에서 1589년까지 실존을 했으며, 시칠리아의 주도 팔레르모의 수호성인이기도 하였다.

## 갤러리

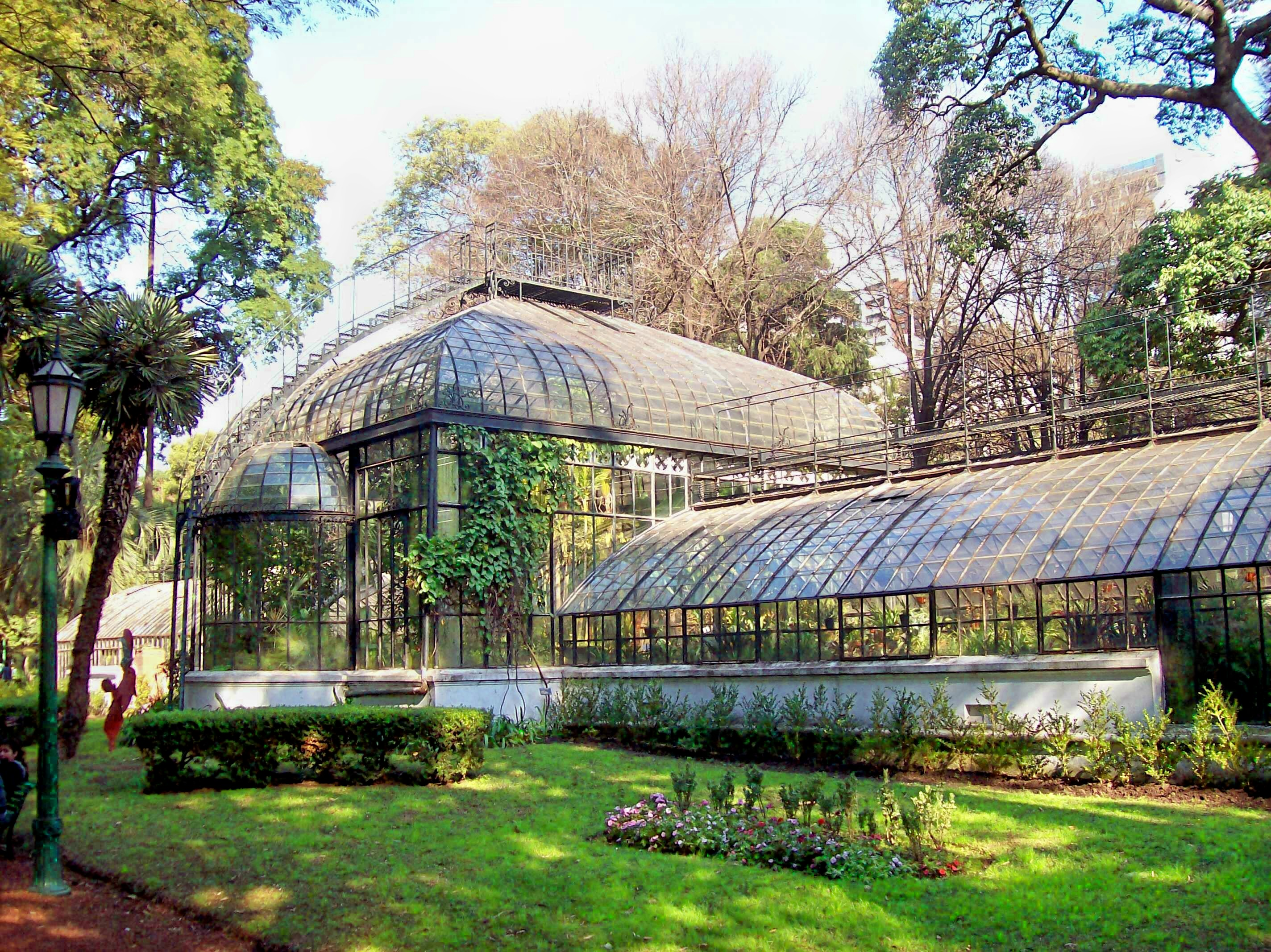
3
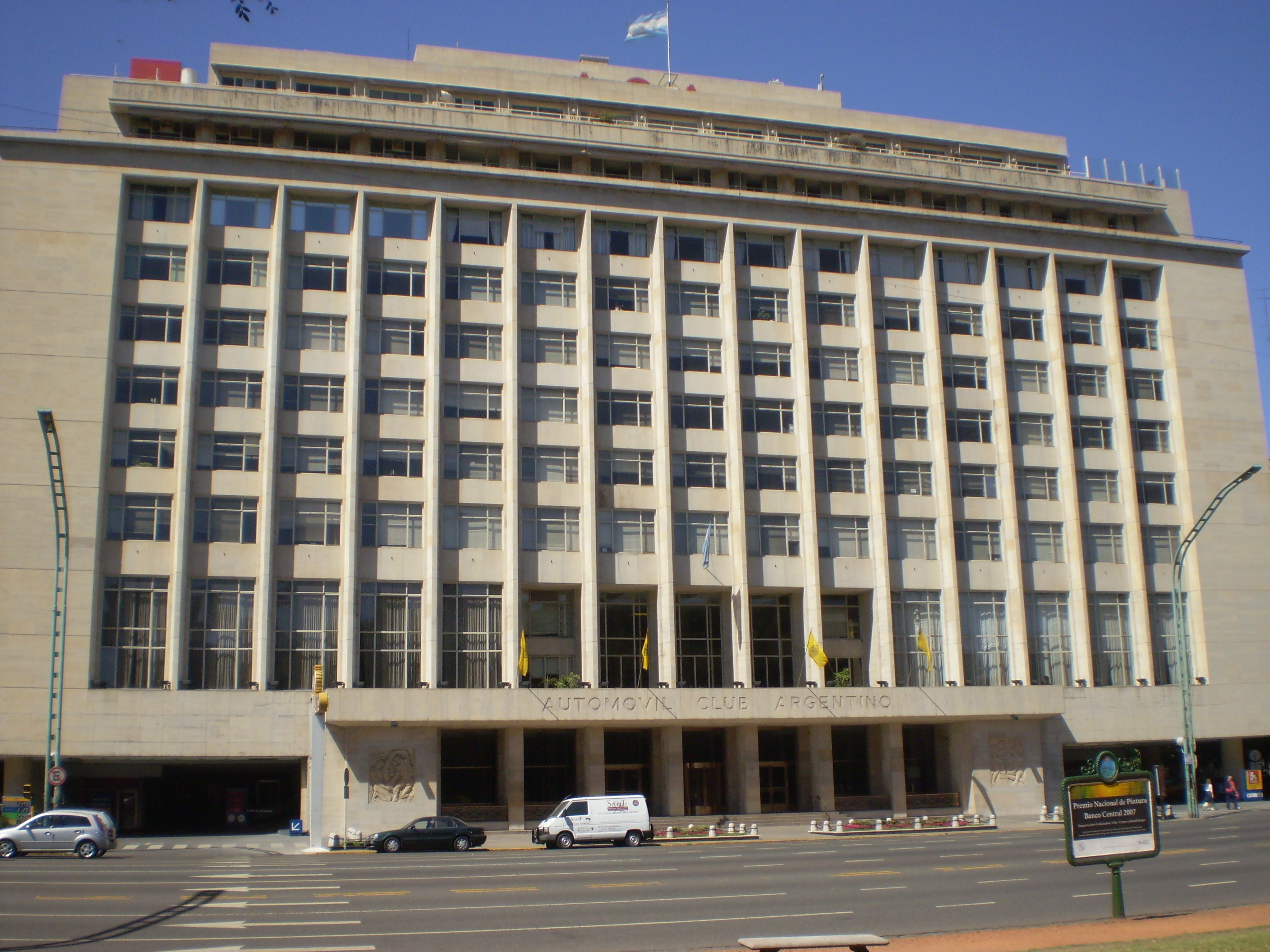
4
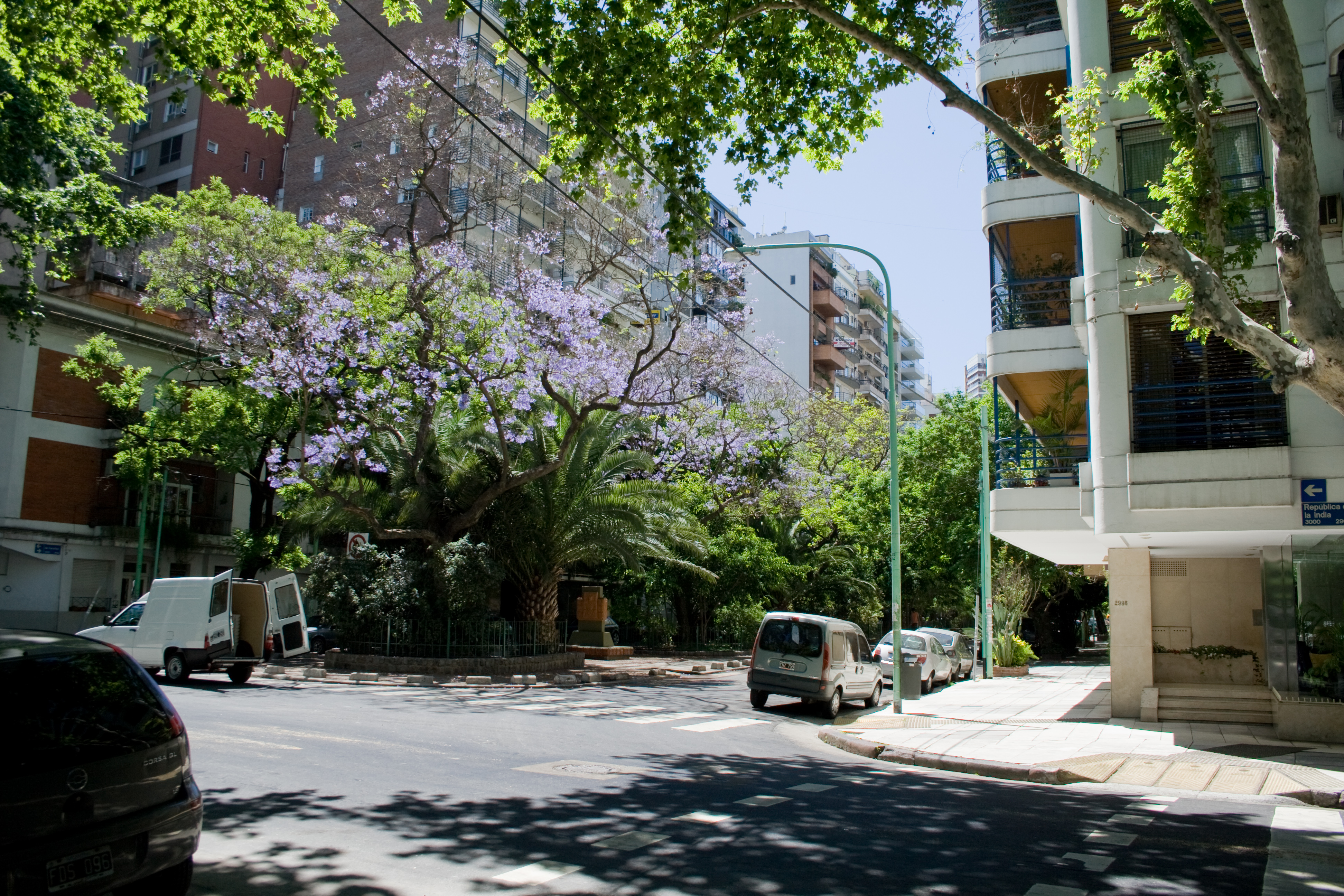
5
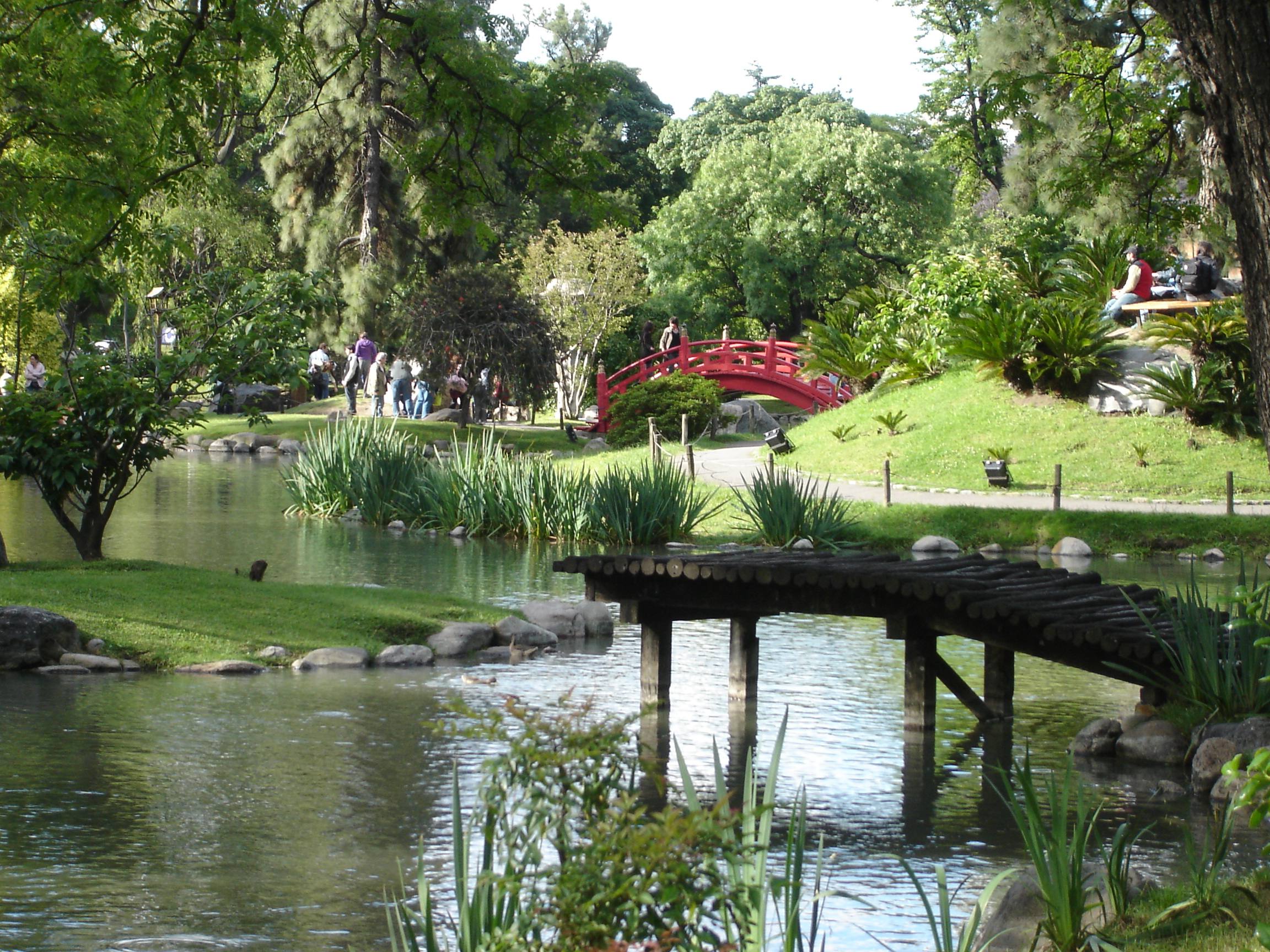
6
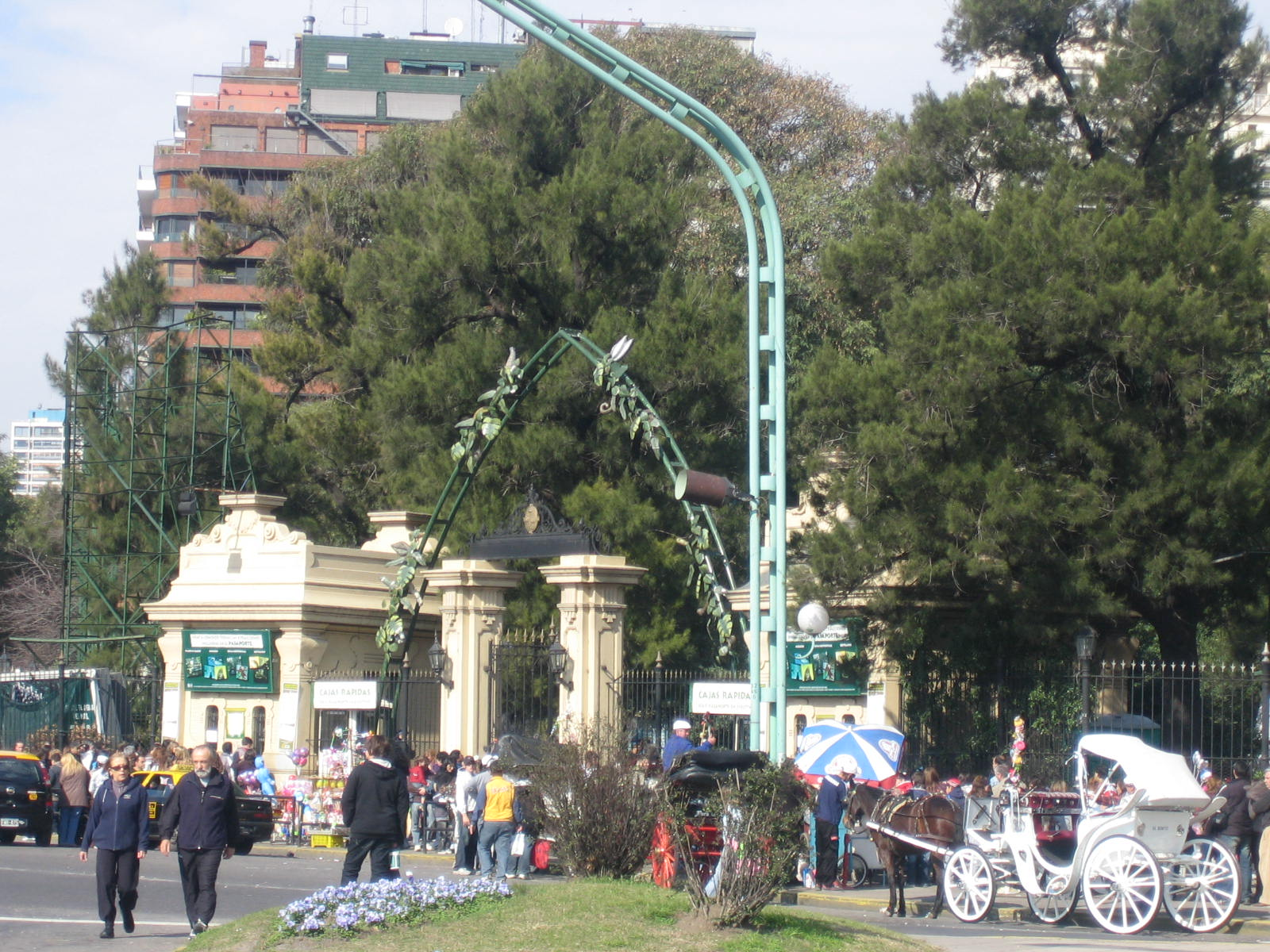
7
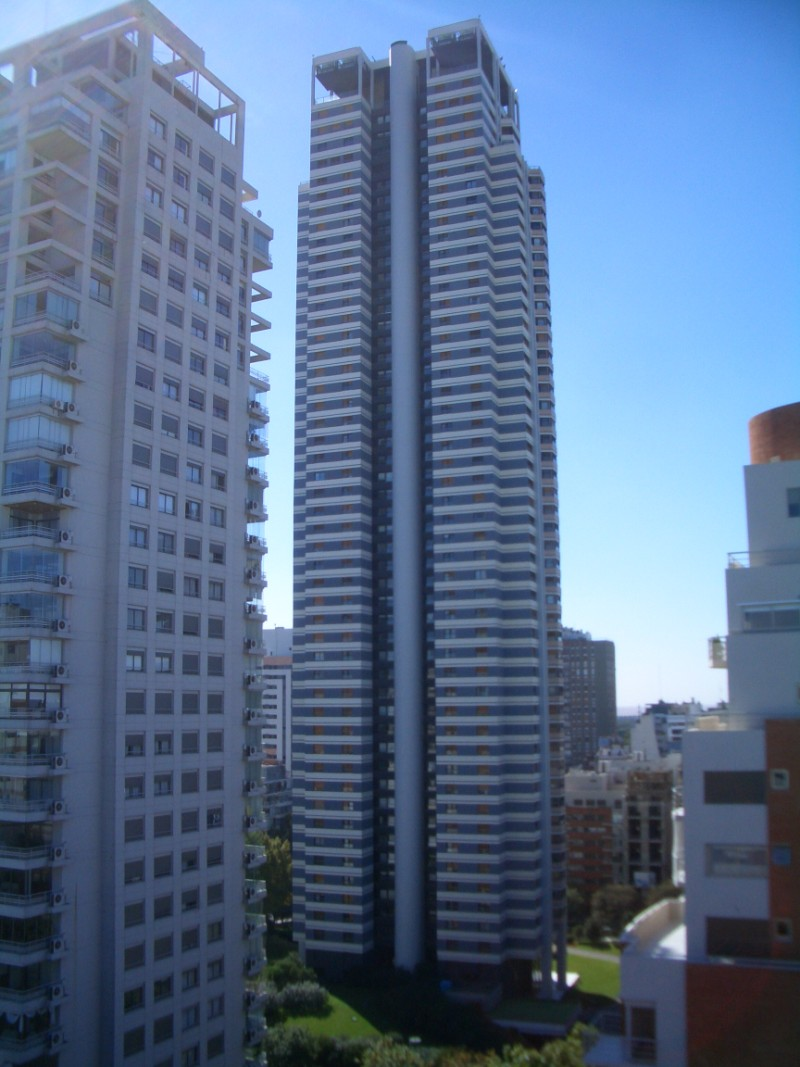
8
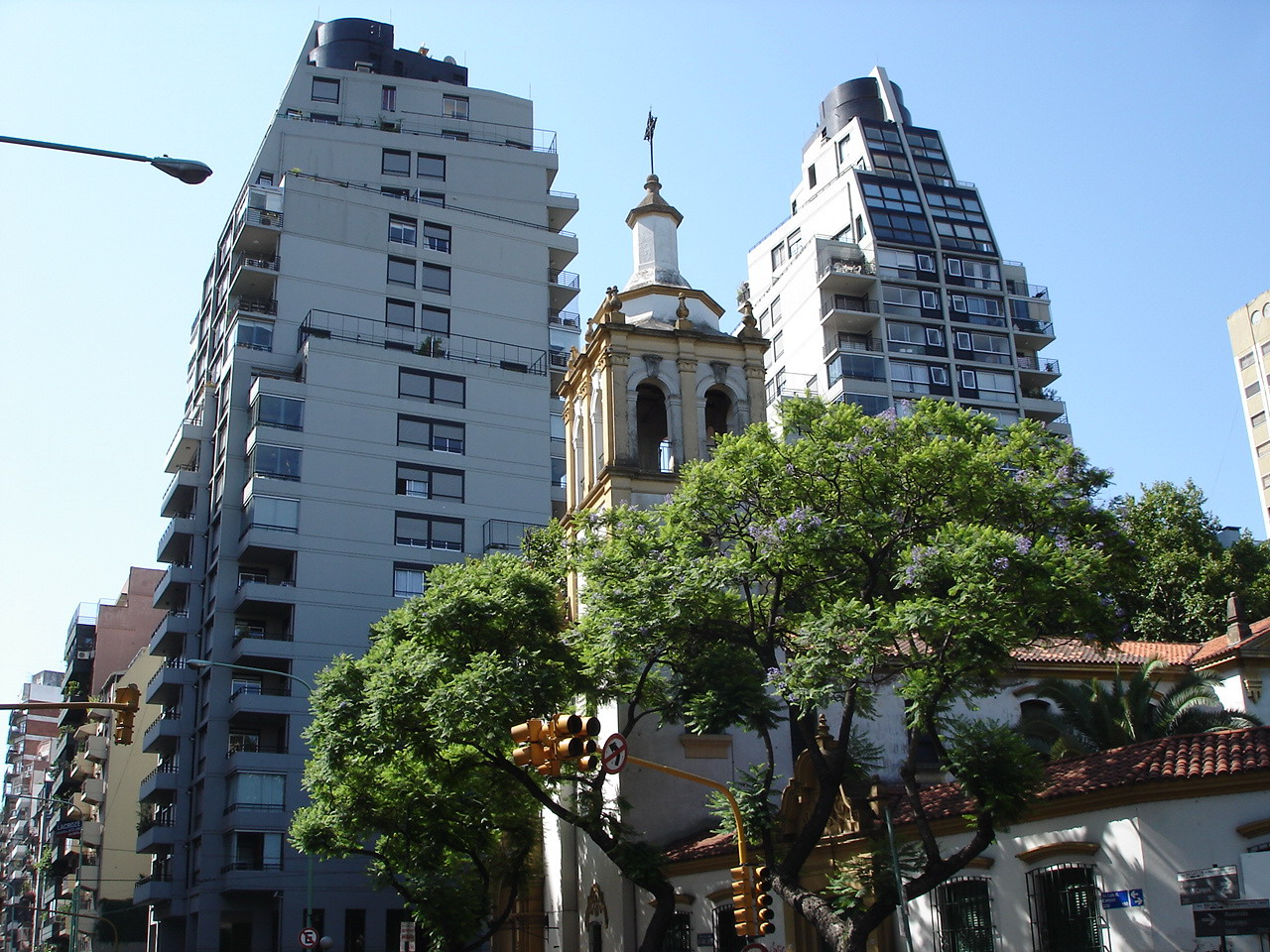
9
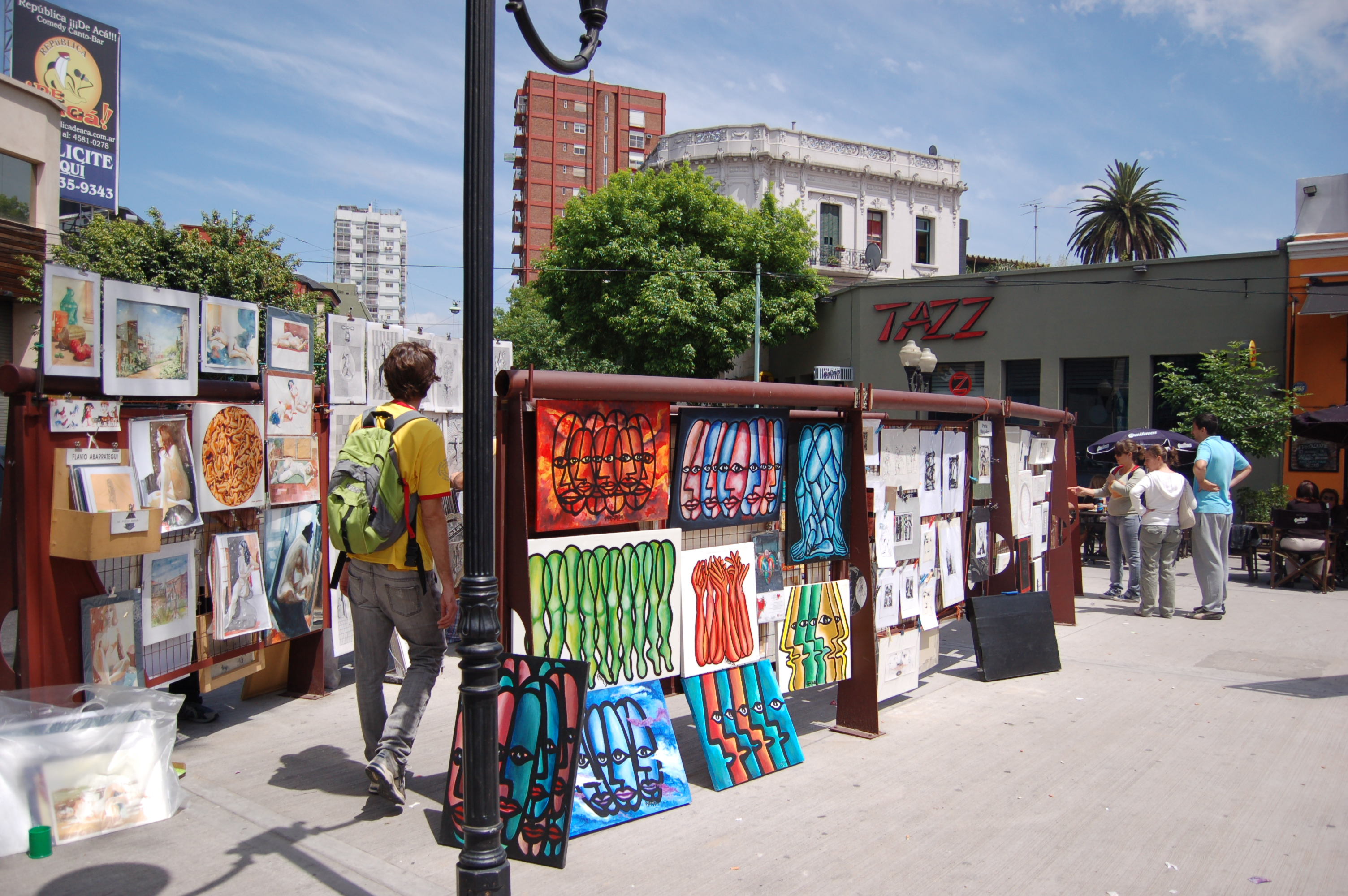
11
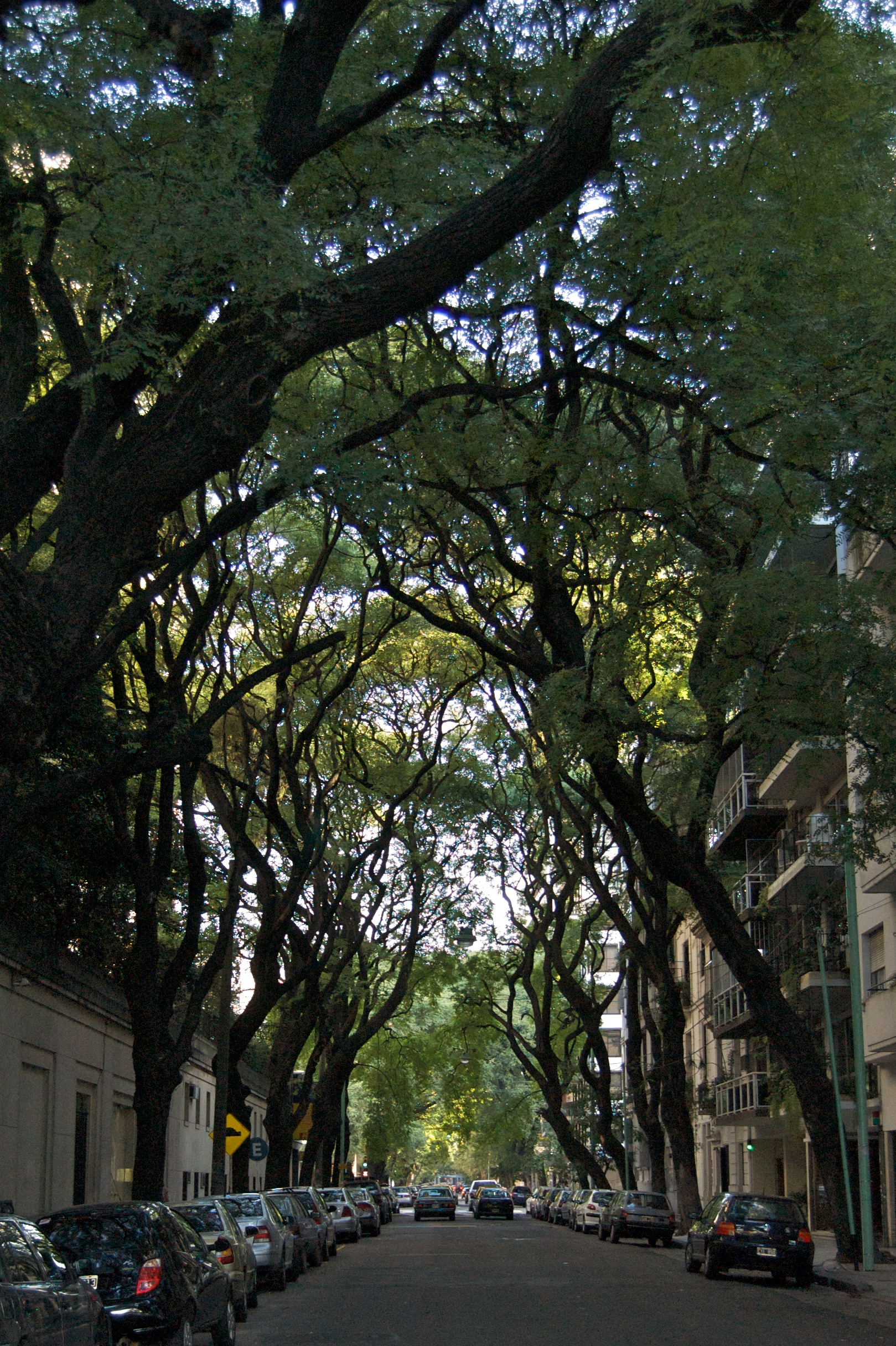
13
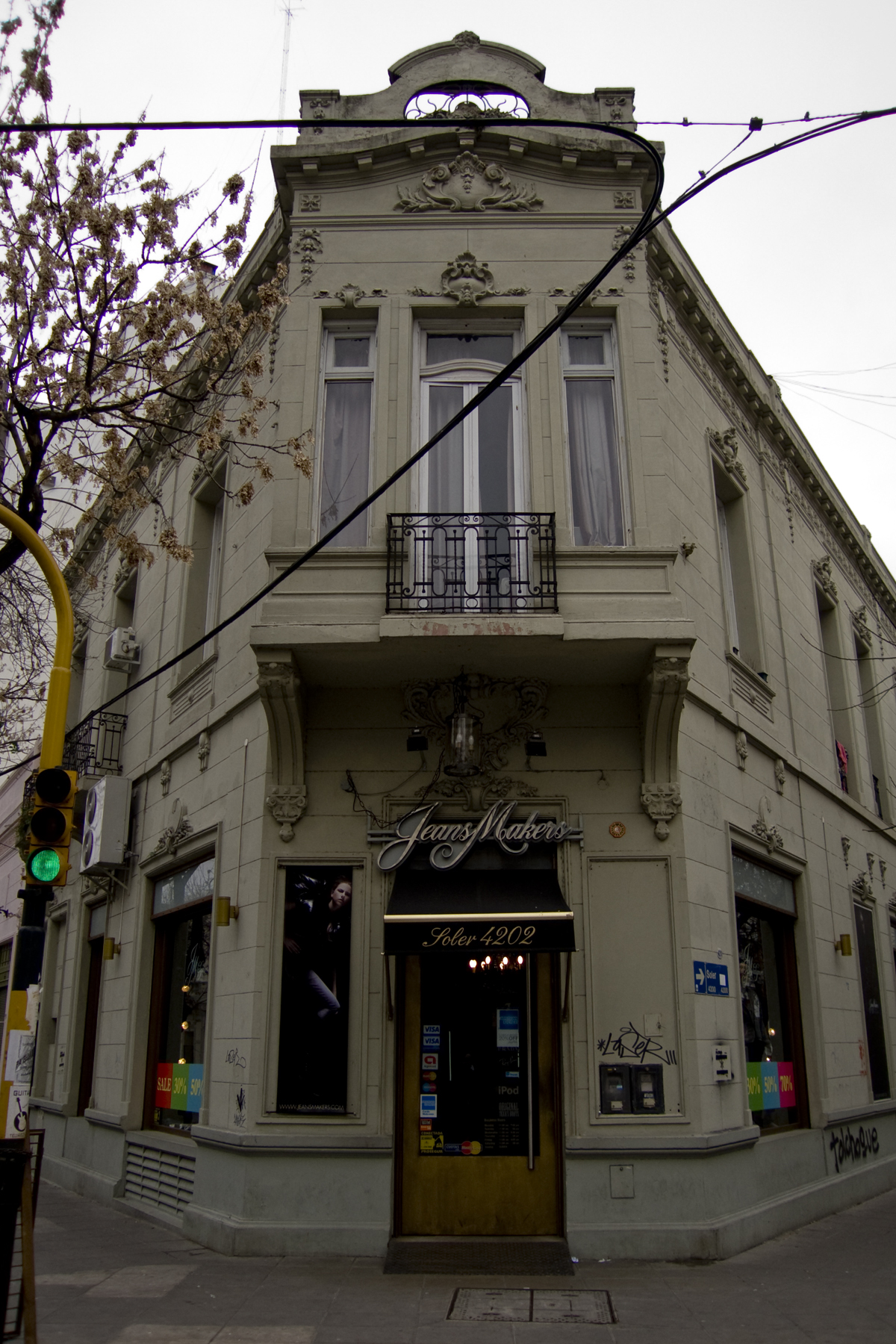
14
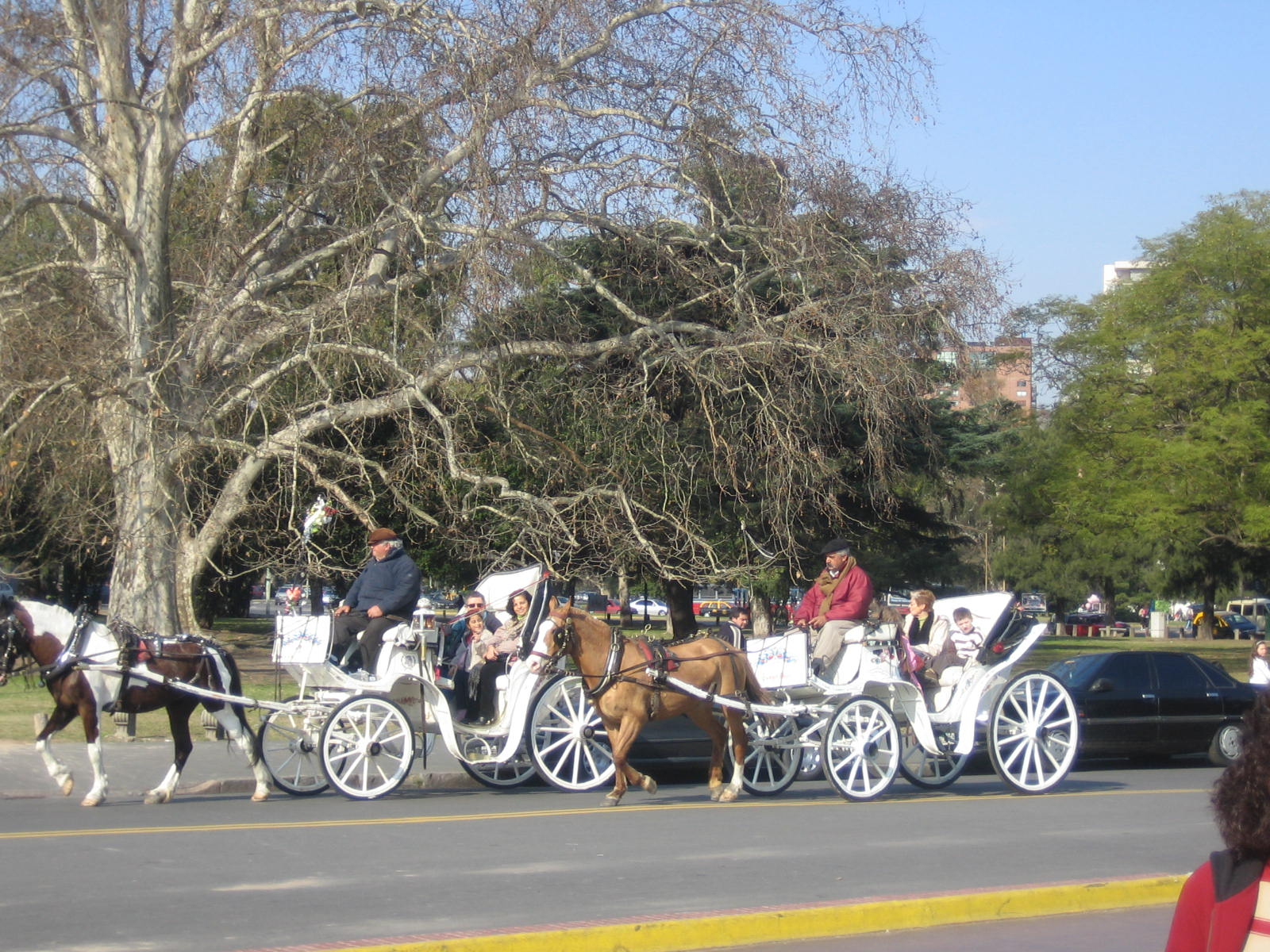
16

- 1] 아베니다 델 리베르타도르
- 2] 트레스 데 페브레로 공원 호수의 노젓는 보트
- 3] 부에노스아이레스 식물원
- 4] 아르헨티나 자동차 클럽
- 5] 인디아 거리와 세르비뇨 거리 사이
- 6] 부에노스아이레스 일본 정원 (일본 외부에서는 세계 최대)
- 7] 부에노스아이레스 동물원 정문
- 8] 르 파르크 콘도미니움 타워
- 9] 성 아렐라 본당 교구
- 10] 라틴 아메리카 미술관
- 11] 코르타사르 광장
- 12] 구스타프 브레도우의 작품과 독일광장
- 13] 테임즈 거리
- 14] 구 팔레르모에 있는 구석 집
- 15] 라 에라스 공원과 주변
- 16] 장미 정원 근처의 마테오스(마차)

## 같이 보기
- 부에노스아이레스의 행정구역